# Stazione di Roma Tiburtina
La stazione di Roma Tiburtina è una stazione ferroviaria di Roma, gestita da Grandi Stazioni, posta sulla linea per Firenze, alla confluenza dei quartieri Pietralata, Nomentano e Tiburtino. Nel 2011 è stata dedicata a Camillo Benso, conte di Cavour, nell'ambito delle cerimonie per i 150 anni dell'Unità d'Italia.
Con oltre 500 treni al giorno, 150 000 transiti giornalieri e circa 55 milioni di passeggeri annui è la seconda stazione romana e la sesta a livello nazionale. È servita dalla maggior parte dei treni AV e Intercity, regionali e regionali veloci delle direttrici Perugia/Chiusi/Terontola/Firenze/Ancona - Roma e dalle ferrovie laziali FL1, FL2 e FL3 e da una porzione dei treni della FL4 e FL5.
Nello stesso plesso si trova l'omonima stazione della linea B della metropolitana di Roma. Poco più avanti del piazzale della stazione si trova l'Autostazione TIBUS, un moderno terminal di arrivi e partenze di autobus di linea a media e lunga percorrenza sia per l'Italia sia per l'estero. Inoltre il piazzale della stazione funge da capolinea di numerose linee di autobus che lo collegano con i quartieri Pietralata, Tiburtino, Casal Bertone e il centro della città. Grazie alla costruzione di una nuova stazione, Tiburtina è destinata a diventare il principale scalo romano e snodo dell'alta velocità ferroviaria.

## Storia

### Le origini
La stazione, originariamente battezzata "Portonaccio", fu inaugurata alla fine del XIX secolo. Nella stazione del Portonaccio arrivò nel 1921 la salma del Milite Ignoto nella destinazione finale del suo viaggio in treno lungo la linea Aquileia-Roma.
Il 1º giugno 1923 assunse la nuova denominazione di "Roma Tiburtina".
Negli anni trenta del XX secolo la stazione fu ampliata, con la costruzione di un nuovo fabbricato viaggiatori su progetto di Angiolo Mazzoni, che venne danneggiato gravemente durante la seconda guerra mondiale e ricostruito in forma semplificata. Da qui ebbe luogo la deportazione degli ebrei rastrellati nel ghetto, in memoria della quale è stata collocata una lapide nel 2004.

### La nuova stazione Cavour

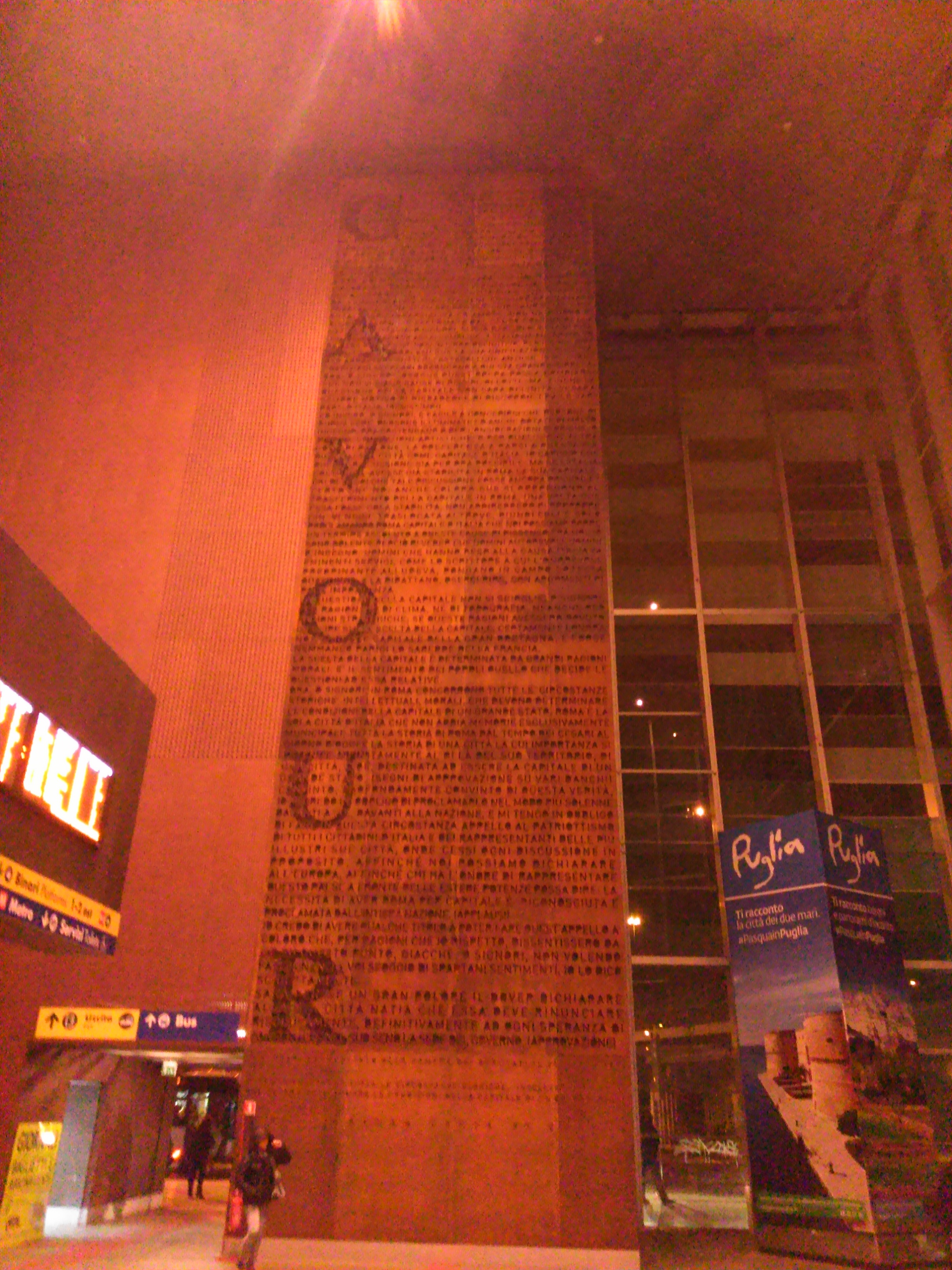
Stazione di Roma Tiburtina, particolare Cavour

La nuova Stazione Tiburtina, snodo principale per l'alta velocità sulla direttrice nord-sud, è stata inaugurata il 28 novembre 2011 dal Presidente della Repubblica Giorgio Napolitano, dopo 4 anni dall'inizio dei lavori.. È intitolata a Cavour. A partire dal giorno 11 dicembre 2011 la quasi totalità dei treni Frecciarossa e Frecciargento e, dal 2012, Italo in transito nella capitale fanno fermata a Roma Tiburtina.
La nuova stazione, progettata dallo studio romano ABDR Architetti Associati, con capogruppo Paolo Desideri, è composta da un piano a ponte lungo 300 metri e ad un'altezza di 9 metri sopra i binari, contenente biglietterie, servizi, bar, negozi e ristoranti, che collega i quartieri Nomentano e Pietralata, storicamente separati dalla ferrovia. La galleria-ponte è rivestita da una grande superficie di cristallo sostenuta da un'orditura di montanti di acciaio. Il progetto è caratterizzato da un significativo funzionamento bioclimatico ed ha ottenuto, nell'anno 2003, il premio EUROSOLAR per Architettura Bioclimatica.
I lavori, oltre a riqualificare completamente l'intera stazione, contribuiranno a migliorare tutto il quadrante est di Roma. Infatti, con la costruzione della nuova stazione è prevista anche la realizzazione di nuovi parcheggi, aree verdi, strade, piazze, spazi commerciali e uffici. Il primo dei parcheggi, lato Pietralata, è stato aperto a settembre 2013.
La galleria-ponte ha come punti di partenza due atri, quello sul lato del quartiere Nomentano e quello sul lato del quartiere Pietralata. L'atrio Nomentano ha la funzione di collegare i diversi livelli della stazione, nel dettaglio:
- A quota -9,5 m sotto il livello stradale, sono presenti le reti impiantistiche provenienti dalla centrale tecnologica.
- A quota -4,5 m si trovano la stazione metro e il sottopasso ferroviario. La piazza ipogea ha il compito di collegare la stazione Metro, i sottopassi e la sede stradale.
- A quota 0,00 m il piazzale della stazione ferroviaria.
- A quota 9,00 m la galleria-ponte.

Tra la piazza ipogea e il binario 1 (a livello stradale, quota 0,00 m) è in costruzione un edificio che avrà il ruolo di Centrale tecnologica provvisoria.
Dal versante opposto della stazione, sul lato Pietralata, i diversi livelli della stazione sono:
- Quota -4,50 m parcheggio interrato e sottopasso ferroviario.
- Quota 0,00 m il piazzale antistante alla stazione.
- Quota 6,00 m parcheggio a raso.
- Quota 12,05 m galleria-ponte.

A marzo 2015, nell'ambito degli interventi di riqualificazione dell'area della stazione, è stata aperta al traffico veicolare una nuova viabilità, che consente ai veicoli provenienti da via dei Monti di Pietralata di attraversare via dei Monti Tiburtini e raggiungere l'atrio Pietralata della stazione. 

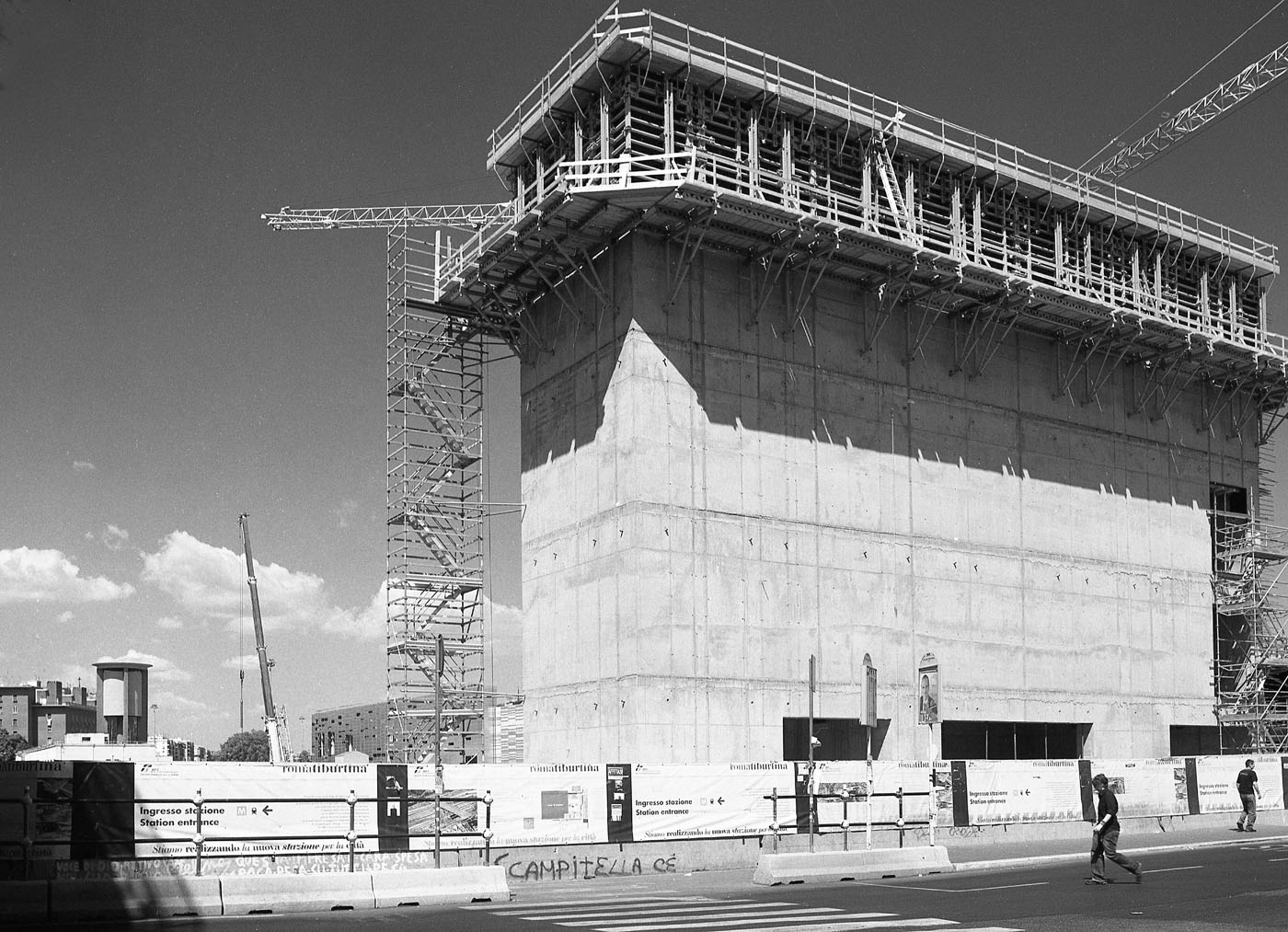
La nuova stazione Tiburtina in costruzione

La stazione ha 18 binari passanti e un tronco  per una superficie totale di 48.655 m², riservati a percorsi pedonali, atrii e collegamenti interni, servizi per i viaggiatori, aree per mostre e conferenze, uffici e negozi.
È opportuno ricordare che, a causa delle varie ristrutturazioni avvenute nel tempo, la numerazione dei binari passanti non corrisponde con il loro numero effettivo di 18 (rispetto ai 27 nominali).
La stazione dispone di circa 35.000 m² di aree aperte al pubblico di cui 18.000 m² circa di spazi destinati ai servizi ai viaggiatori, alla ristorazione, ad aree commerciali e ad aree espositive. Una nuova Galleria commerciale completerà il moderno complesso di Roma Tiburtina il cui progetto di sviluppo è stato presentato con successo a novembre nell'ultima edizione del Mapic di Cannes, la più grande fiera europea del Retail Real Estate.
La stazione ora è telecomandata dall'omonimo ACC con sede a Roma Termini.
La società Grandi Stazioni ha avviato le selezioni competitive, così da mettere a disposizione di passeggeri e visitatori un'offerta di ristorazione e servizi di elevata qualità. Numerosi sono anche gli spazi dedicati alla cultura, come la grande libreria, agli eventi e all'intrattenimento in un contesto moderno ed architettonicamente unico che già nei prossimi mesi mostrerà il suo nuovo volto e che sarà completato nell'autunno del 2013.

### L'incendio del luglio 2011
Il 24 luglio 2011, intorno alle 4 di mattina, la stazione è stata colpita da un violento incendio che ha interessato la sala apparati situata nel vecchio edificio, deputata alla circolazione ferroviaria. L'episodio non ha procurato feriti o vittime ma – trattandosi di un fondamentale nodo di scambio nazionale – l'intero traffico ferroviario nazionale ha subito cancellazioni, ritardi e deviazioni di percorso dei treni. I disagi si sono registrati per vari giorni anche sul traffico regionale. Anche la vicina stazione Tiburtina della linea B della metropolitana è stata temporaneamente chiusa e il rogo venne domato dai vigili del fuoco dopo 15 ore.
In seguito alle indagini è stata appurata la causa di natura elettrica, la quale sarebbe stata aggravata dalla mancanza di rivelatori di incendio e dell'assente compartimentazione dell'edificio, che provocò la rapida propagazione delle fiamme.
Il nuovo edificio della stazione, ancora in costruzione al momento dell'evento, non venne coinvolto dal rogo.

## Binari
La stazione possiede 19 binari in totale, 18 passanti, 16 dei quali provvisti di banchina e 1 tronco.
I binari dall'1 al 5 appartengono alla linea che raggiunge Roma Ostiense passando per Roma Tuscolana e che permette di proseguire per Fiumicino Aeroporto, Viterbo, Livorno e per la futura linea di cintura. Al binario 1 vi fermano i treni della FL1 diretti a Fara Sabina, Poggio Mirteto e Orte, mentre al binario 5 quelli diretti a Fiumicino Aeroporto. Dai binari 2, 3 e 4 partono e arrivano i treni della FL3, i pochi treni della FL5 da e per Ladispoli e alcuni treni regionali veloci da e per Rieti.
Successivamente, i binari 6 e 7 corrispondono alla Firenze-Roma (LL) e vi fermano tutti i regionali e regionali veloci da Perugia, Chiusi, Terontola, Ancona e Firenze con destinazione Roma Termini, gli Intercity diretti a Perugia e Ancona e qualche treno AV.
I binari 11, 12, 15 e 16 corrispondono alla Firenze-Roma (DD) ed è dove fermano la maggior parte dei treni AV. I binari 13 e 14, corrispondenti sempre alla Firenze-Roma (DD), sono sprovvisti di banchina e sono adibiti solo al transito.
Il binario 17 fa da raccordo tra la Firenze-Roma (DD) e la linea da Roma Smistamento a Roma Casilina. Vi fermano gli Intercity provenienti dal sud e diretti al nord o viceversa (senza fermata a Roma Termini).
Dai binari 24 e 25, corrispondenti alla linea Roma Smistamento-Roma Casilina (anche nota come "Linea Merci"), partono e arrivano i pochi regionali veloci diretti a Napoli, i pochi treni della FL4 per Velletri e una coppia di treni per Isernia.
I binari 1est (26), 2est (27) e 3est (28) corrispondono alla Roma-Pescara. Il binario 1est è tronco, mentre i binari 2est e 3est sono allacciati lato nord al binario 25. Vi partono e arrivano i treni della FL2 diretti a Lunghezza, Guidonia e Tivoli e i regionali per Avezzano. Alcune corse della FL2 sono prolungate verso Val D'Ala, fermata situata sulla Linea Merci. Questi binari nascono dopo l'incendio del 2011 e, nonostante si trovino all'interno della stazione di Roma Tiburtina, erano considerati come parte di Roma Prenestina ed erano telecomandati dall'ACEI di quest'ultima. Adesso, con l'allaccio dei binari 2est e 3est al binario 25, fanno effettivamente parte di Roma Tiburtina e anch'essi sono telecomandati dall'ACC con sede a Roma Termini.

## Servizi
- Biglietteria a sportello
- Biglietteria automatica
- Sala d'attesa
- Servizi igienici
- Posto di Polizia ferroviaria
- Bar
- Ristorante
- Negozi

## Interscambi
- Fermata metropolitana (Tiburtina, linea B)
- Fermata autobus ATAC, Cotral e a lunga percorrenza.

La stazione fu servita, fra il 1879 e il 1934, dalla penetrazione urbana della tranvia Roma-Tivoli.